# Wesleyan University
Wesleyan University er et et privat, humanistisk universitet i byen Middletown, i staten Connecticut, USA. Universitetet blev grundlagt i 1831. Det blev grundlagt af troende metodister (og er opkaldt efter metodismens grundlægger, John Wesley), men er i dag helt verdsligt.
Wesleyan University giver adgang til højere uddannelser, og anser sig som placeret mellem de egentlige forskningsuniversiteter og rene humaniorauniversiteter. Man lægger vægt på instruktion og vejleding, men universitetet støtter også regulær forskning inden for alle videnskabsgrene. Wesleyan er det ene af tre små universiteter i New England-staterne, som kaldes "de tre små". De andre to er Amherst College og Williams College.
Den danske historiker Kai Hørby havde et års ophold på universitetet i 1950'erne.

## Eksternt link
- Wesleyan Universitets officielle hjemmeside.

41°33′20″N 72°39′21″V / 41.5556°N 72.6558°V